# Bipyramid

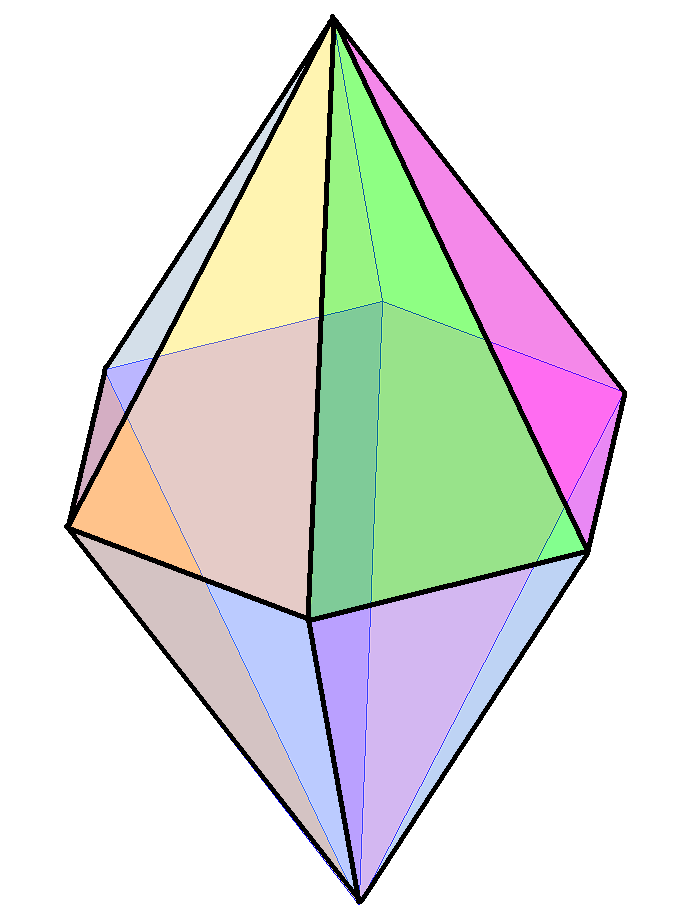
En hexagonal biyramid.

En bipyramid, även kallad dipyramid, är en polygon som består av två pyramider, vilka är förenade i basytorna så att dessas hörn och kanter sammanfaller. En bipyramid kallas n-gonal, där n (angett av motsvarande grekiska räkneord) anger hur många kanter som möts i de båda pyramidspetsarna och har således 2n sidor, 3n kanter och n+2 hörn. Är alla sidorna kongruenta är bipyramiden regelbunden. Om båda delpyramiderna är lika höga är bipyramiden symmetrisk, annars asymmetrisk. Om en regelbunden bipyramids spetsar ligger på normallinjen genom den polygonens mittpunkt är bipyramiden rät. En n-gonal bipyramids dual är ett n-gonalt prisma.
En regelbunden oktaeder är en tetragonal (kvadratisk) bipyramid vars sidor är liksidiga trianglar. Ytterligare två bipyramiders sidor kan utgöras uteslutande av liksidiga trianglar (vilket gör dem till så kallade deltaedrar), den trigonala (triangulära) bipyramiden och den pentagonala bipyramiden - dessa motsvarar Johnson-kropparna J12 respektive J13.
En bipyramid har volymen
{\displaystyle V={\frac {A\cdot H}{3}}}
där {\displaystyle A} är baspolygonens area och {\displaystyle H} är totalhöjden (från spets till spets, mätt vinkelrätt mot polygonen om bipyramiden är skev), eftersom den är summan av de båda pyramidernas volym. {\displaystyle A_{1}=A_{2}=A} och {\displaystyle H=h_{1}+h_{2}} ger således:
{\displaystyle V=V_{1}+V_{2}={\frac {A\cdot (h_{1}+h_{2})}{3}}={\frac {A\cdot H}{3}}}
Om bipyramiden är regelbunden är volymen:
{\displaystyle V={\frac {n}{3}}\cdot \cot {\frac {\pi }{n}}\cdot a^{2}\cdot H}
där {\displaystyle a} är polygonens kantlängd.

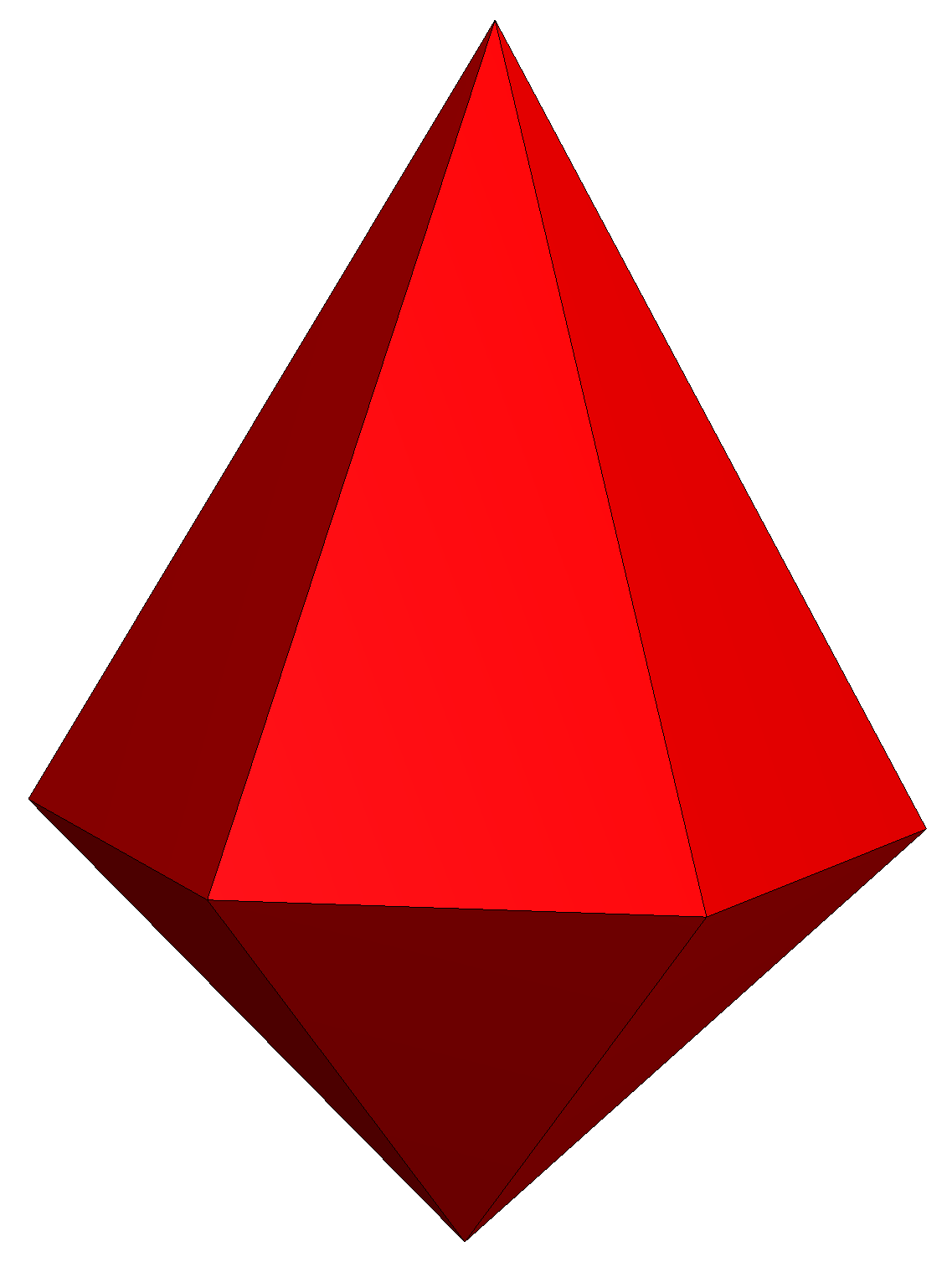
Asymmetrisk hexagonal bipyramid.
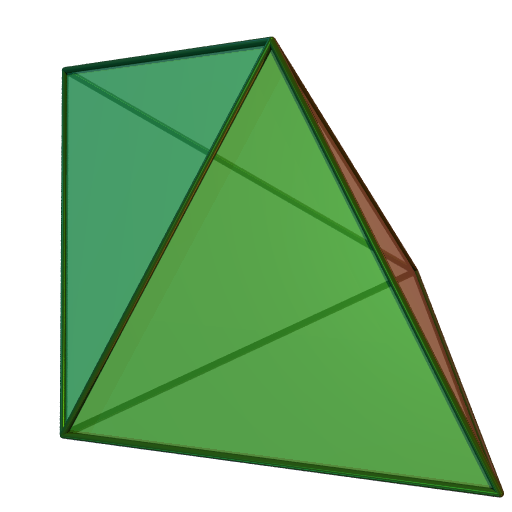
Johnsonkropp J12 är en trigonal bipyramid vars sex sidor är liksidiga trianglar.
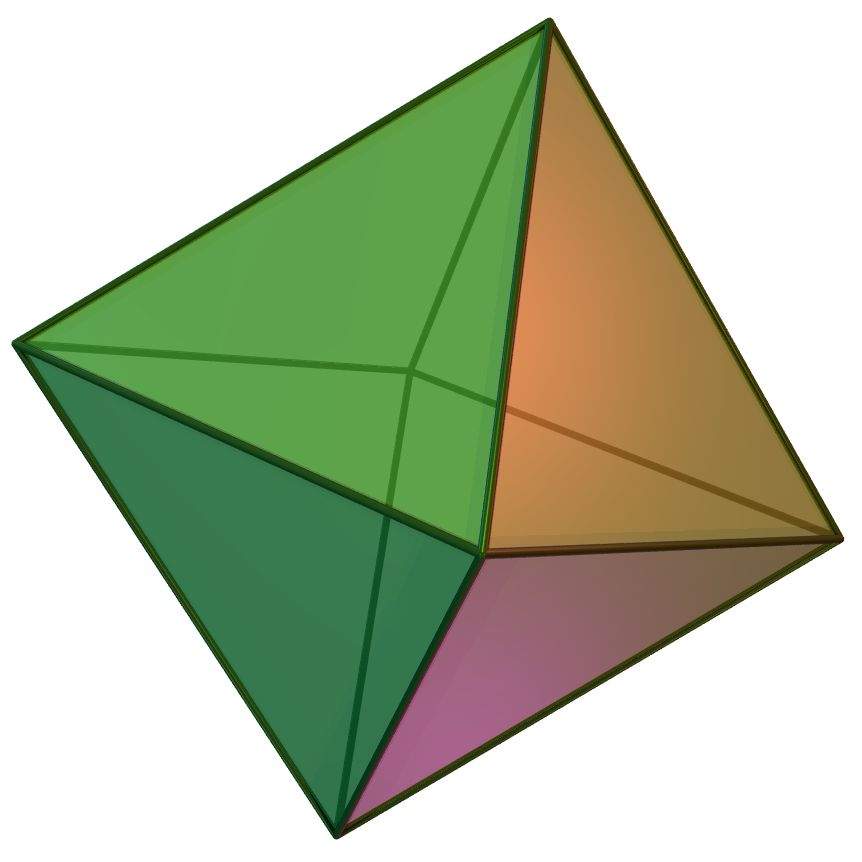
Oktaeder.
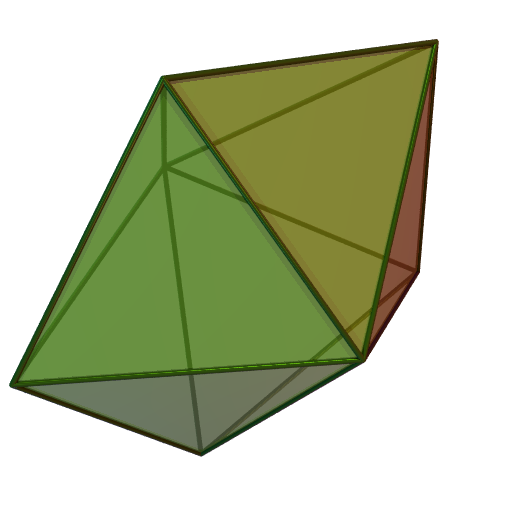
Johnsonkropp J13 är en pentagonal bipyramid vars tio sidor är liksidiga trianglar.